# Frances Perkins
Pour les articles homonymes, voir Perkins.
Frances Perkins, surnommée Fanny ou Fannie par ses parents, née Frances Coralie Perkins, le 10 avril 1880 dans le quartier de Beacon Hill à Boston (Massachusetts) et morte le 14 mai 1965 à New York, est une femme politique, professeure, haut fonctionnaire et femme d'État américaine. Membre du Parti démocrate, elle est secrétaire au Travail sous la présidence de Franklin Delano Roosevelt, de 1933 à 1945.
Elle est la première femme de l'histoire des États-Unis à siéger dans un cabinet présidentiel et, avec le secrétaire à l'Intérieur Harold Ickes, la seule membre du cabinet à être présente durant la totalité de la présidence de Roosevelt. Elle siège ensuite brièvement dans l'administration de son successeur Harry S. Truman.
Durant ses fonctions, Frances Perkins mène de grandes réformes sociales dans l'État de New York et aux États-Unis. Importante architecte du New Deal, elle a participé à la création du programme Civilian Conservation Corps et a établi le premier système de sécurité sociale aux États-Unis en ayant dirigé et supervisé le rapport du Committee on Economic Security remis au président Franklin Delano Roosevelt, qui a largement inspiré la rédaction du Social Security Act de 1935. Elle a également contribué à l'amélioration des conditions de travail des ouvriers dans les usines américaines. Si aux États-Unis, Franklin Delano Roosevelt est appelé le « père de la sécurité sociale », Frances Perkins est appelée la « mère de la sécurité sociale ».
Dès 1905, elle s'engage dans le combat pour les droits des femmes, dont elle deviendra une des figures éminentes de l'État de New York.

## Biographie

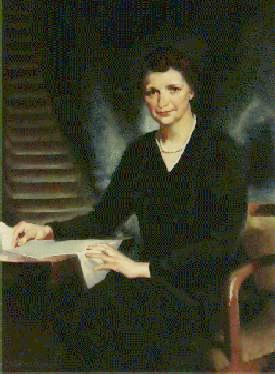
Portrait officiel de Frances Perkins, par Jean MacLane, accroché au département du Travail.

### Origines familiales et jeunesse
Fannie Coralie Perkins naît le 10 avril 1880 à Boston dans le Massachusetts. Elle est la fille aînée de Susan E. Perkins, née Bean, et Frederick W. Perkins, propriétaires d'une papeterie. Tous deux originaires du Maine, ils ont déménagé à Boston à la suite de la Guerre de Sécession en quête de meilleures opportunités économiques. En 1882, ils déménagent à Worcester où Fannie passe son enfance. En 1884 naît Ethel, sa sœur cadette.
Baptisée Fannie Coralie Perkins, elle change son prénom en « Frances » en 1904, désireuse d’un prénom moins sujet à moqueries. En juin 1905, elle rejette l’Église congrégationaliste, à laquelle appartenait sa famille, et rejoint l’Église épiscopalienne, recherchant une religion plus structurée avec une cérémonie plus formelle.
Par la branche familiale de sa grand-mère, Cynthia Otis Perkins, qui l’influence fortement lors de sa jeunesse, l’ascendance de Frances Perkins est composée d’ancêtres illustres dans l’histoire américaine, dont James Otis Jr. Celui-ci, avocat et militant politique, a vigoureusement lutté pendant la guerre d'indépendance contre les impôts qu'il trouvait imposés de façon tyrannique en l'absence d'élus, et serait à l’origine du slogan « Taxation without Representation is Tyranny » (« La taxation sans représentation est une tyrannie »).
Le cousin de Cynthia Otis Perkins est le Général Oliver Otis Howard, général de l’Union lors de la guerre de Sécession, chef du Freedmen’s Bureau dès la fin de la guerre (de 1865 à 1872) et fondateur de l'Université Howard. L’été de ses 15 ans, Frances lui sert de secrétaire lors de vacances passées par Oliver Howard chez Cynthia Perkins.

### Études et formation
Après avoir fréquenté la Worcester's Classical High School, elle intègre le Mount Holyoke College en 1898 et en est diplômée en 1902. Bien que faisant sa major en physique et ses minors en chimie et en biologie, Perkins est particulièrement marquée par le cours d’histoire économique américaine donné par l’historienne Annah May Soule. C’est la constatation, à travers ce cours, des conditions de travail des femmes et des enfants qui lui donne envie de venir en aide à ces personnes. Lors d’une conférence à Mount Holyoke Perkins rencontre Florence Kelley, secrétaire exécutive de la National Consumers League, qui deviendra par la suite sa mentor.
De 1907 à 1909, Perkins étudie la sociologie et l’économie à la Wharton School de l’université de Pennsylvanie. Elle a notamment comme professeur l’économiste progressiste Simon N. Patten, qui l’aide ensuite à obtenir une bourse pour étudier la science politique à l’université Columbia à New York. Perkins y fait sa thèse sur la malnutrition chez les enfants d’une école publique de la ville, et obtient son master en 1910.

### Vie privée
En septembre 1913, Frances Perkins épouse Paul Caldwell Wilson (1876-1952) et choisit de garder son nom de jeune fille (allant ainsi contre l'usage de l'époque) afin, dit-elle, de ne pas entacher le nom de son mari par sa politique. Le couple a une fille, Susanna (1916-2003). Paul est fréquemment interné pour troubles mentaux, notamment maniaco-dépressifs. Leur fille Susanna aurait également souffert de ce genre de troubles. Cette dernière se mariera et aura un enfant, Tomlin. Frances Perkins regrette d’avoir été trop peu présente pour Susanna, et de ne pas lui avoir assez donné de liberté financièrement.
En 1952, Paul devient fortement malade, touché par l’alcoolisme ainsi que de nombreuses dépressions nerveuses. Il meurt le 31 décembre 1952. Frances Perkins se retire alors de la vie politique et se consacre à des activités académiques, qu’elle exercera jusqu’à la fin de sa vie.

## Carrière

### Travail social à Chicago et Philadelphie (1904-1909)
Après deux années où elle travaille comme professeure dans diverses écoles secondaires (High School) et durant lesquelles elle fait du bénévolat avec sa sœur à la Union Gospel Mission, une settlement house de Worcester, Frances Perkins se rend à Chicago en 1904 pour devenir professeure de sciences à la Ferry Hall School, une école préparatoire pour filles située à Lake Forest, en banlieue cossue de Chicago. Simultanément, elle s’investit à Hull House, la plus grande settlement house du pays, créée par Jane Addams. Perkins en devient par la suite une résidente. Elle fait de nombreuses rencontres à Hull House, parmi lesquelles le futur premier ministre canadien William Lyon Mackenzie King, l’architecte Frank Lloyd Wright et le journaliste et écrivain socialiste Upton Sinclair.
En 1907, elle déménage à Philadelphie pour étudier à l’Université de Pennsylvanie, et devient également secrétaire générale de la Philadelphia Research and Protective Association fondée par Frances Kellor, elle aussi ancienne membre de Hull House. Perkins y est chargée de repérer et tenter de mettre hors service les proxénètes et trafiquants de drogues exploitant des immigrantes. Aucune formation pour le travail social n’existant à l’époque, elle doit apprendre sur le terrain et trouver des moyens innovants pour endiguer l’exploitation sexuelle. Elle observe et diagnostique très vite une liste de moyens pour remédier à cette problématique, dont un meilleur accès au logement et aux emplois, ainsi que de meilleurs moyens de transports. Elle transmet ces conclusions dans des rapports remis aux dignitaires politiques de Philadelphie.

### New York, incendie de l'usineTriangle Shirtwaistet fonctions dans le gouvernement étatique (1909-1933)
Alors qu’elle étudie à l’université Columbia à New York, Frances Perkins prend en avril 1910 la tête des bureaux new-yorkais de la ligue nationale des consommateurs (National Consumers League), où elle travaille avec Florence Kelley. Elle milite vigoureusement pour une amélioration des conditions de travail. Elle se fait de nombreuses et influentes relations, notamment parmi les familles Astor, Vanderbilt, Cutting et Livingston, mais aussi l’urbaniste Robert Moses et l’écrivain Sinclair Lewis.
Le 25 mars 1911, elle est témoin du tragique incendie de l'usine « Triangle Shirtwaist », qui fait 146 mortes. Un comité pour la sécurité industrielle de la ville de New York (Committee on the Safety of the City of New York) est mis en place et, sur recommandation de Théodore Roosevelt, Perkins est choisie comme Secrétaire exécutive. Les deux se sont connus lorsqu’en janvier 1911 Frances Perkins a invité Théodore Roosevelt à un meeting de la National Consumers League. L’ancien président ne peut s’y rendre mais envoie une lettre à Perkins l'assurant son soutien envers la ligue. Le comité contribue à la création de la Commission d’enquête sur les usines (Factory Investigating Commission), un panel législatif chargé d'enquêter sur les conditions de travail problématiques dans l'ensemble de l'État et de recommander des mesures législatives pour y remédier. La commission ne se limite pas à étudier la sécurité incendie des usines, mais elle s’intéresse à tous les risques pour la santé et le bien-être des travailleurs industriels et à l’impact de ces risques sur les familles. Le travail de la commission conduit à l’adoption d’un des premiers ensembles de lois sur la santé et la sécurité au travail des États-Unis.
Avant de partir travailler pour Washington D.C., elle occupe différents postes dans le gouvernement de l'État de New York. En 1919, elle accepte sur offre du gouverneur Al Smith de rentrer dans la Commission industrielle de l'État de New York  (New York State Industrial Commission), devenant ainsi son premier membre féminin. En 1921 elle devient secrétaire exécutive du Conseil de l’Éducation des Immigrés (Council on Immigrant Education). En 1922 elle est nommée par Al Smith commissaire au Conseil Industriel de l’État de New York (New York State Industrial Board) dont elle devient présidente en 1926.
En 1929, le gouverneur de New York nouvellement élu, Franklin D. Roosevelt, nomme Frances Perkins Commissaire industriel public (New York State Industrial Commissioner). À la suite du krach boursier d’octobre 1929, les États-Unis entrent dans la Grande Dépression. Frances désire redresser la situation à son niveau. Faisant coopérer habilement les oppositions politiques sur le plan du droit du travail, elle développe au sein de l’État de New York les enquêtes d'usine, réduit la semaine de travail pour les femmes à 48 heures, crée un salaire minimum et des lois d'assurance chômage, ainsi que de la coopération interétatique sur ce sujet.
En janvier 1930, elle réagit à un communiqué du président Herbert Hoover se basant sur une augmentation du taux d’emploi pour déclarer que la dépression arrive à sa fin. Perkins déclare lors d’une conférence de presse que cette hausse n’est que momentanée à cause des fêtes de fin d’année mais que l’économie est toujours aussi bancale. Ces déclarations sont largement relayées par les médias de l’époque.

### Secrétaire fédérale au Travail (1933-1945)

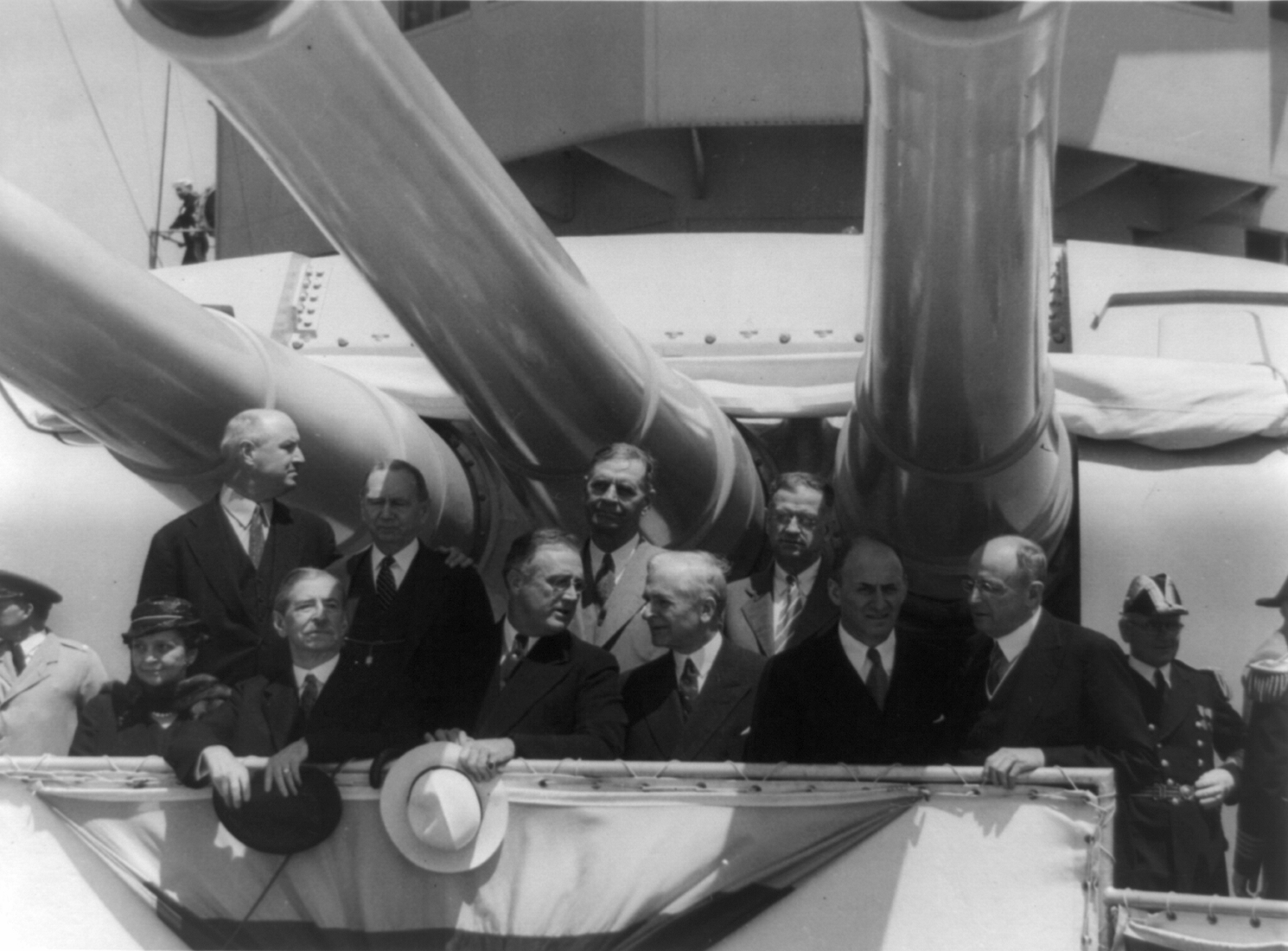
Le président Roosevelt, Frances Perkins et d'autres membres de l'administration sur un navire militaire.

En 1933, le président des États-Unis Franklin D. Roosevelt, formant son gouvernement, sollicite Frances Perkins pour devenir Secrétaire fédérale au Travail. Cette dernière accepte la fonction, mais seulement à condition que le président l’appuie pour l’intégralité des mesures sociales qu’elle compte implémenter, ce que Franklin D. Roosevelt accepte. Le 4 mars 1933, Frances Perkins prête serment en tant que Secrétaire fédérale au Travail, poste qu’elle occupera plus de douze ans. Elle est jusqu'à ce jour la personnalité politique ayant gardé cette fonction le plus longtemps. Elle est également la première femme à siéger au gouvernement des États-Unis et, par là-même, la première femme à entrer dans la ligne de succession présidentielle.
Du fait de son sexe, Frances Perkins fait l’objet des principales critiques adressées au cabinet Roosevelt, ce qui la rend sujette à de grandes pressions médiatiques. Au début de ses fonctions, elle tente de faire bonne impression auprès de ses congénères masculins du cabinet, préférant se faire discrète aux premières réunions. Vis-à-vis de ses collègues masculins, elle fait preuve d’une certaine psychologie pratique, adoptant un comportement maternel à leur égard et portant des vêtements amples et sombres pour dissimuler son corps de femme. Gagnant rapidement la confiance de ses pairs, elle parvient ensuite à s’imposer au sein du cabinet présidentiel, et à déployer les mesures sociales qu’elle entendait appliquer. En 1933 et 1934, elle plaide auprès du président pour une adhésion des États-Unis à l'Organisation Internationale du Travail, faisant ensuite campagne avec le Secrétaire d'État adjoint Francis B. Sayre auprès des parlementaires américains et de l'opinion publique. Elle argumente notamment que cela permettrait de favoriser la mise en œuvre du New Deal.
Tout au long de son mandat de secrétaire au Travail, Perkins est particulièrement engagée envers les minorités. Ainsi, début 1933, lorsque les Juifs d’Allemagne commencent à être fortement discriminés, Roosevelt est plutôt réticent à l’idée de favoriser leur immigration étant donné que l’opinion publique n’y est pas particulièrement favorable. Ce n’est pas du tout le cas pour Perkins qui, en avril 1933, fait de l’immigration des Juifs d’Allemagne une de ses grandes priorités. Grâce à une clause de l’Immigration Act de 1917, mise en évidence par le juge Julian Mack, il devient possible pour la Secrétaire au Travail d’accepter une caution garantissant qu’un réfugié ne devienne pas une « charge publique ». Perkins décide de faire usage de cette clause pour faire entrer des Juifs adultes ainsi que, à partir de 1934, des Juifs enfants, aux États-Unis. Frances Perkins est également fortement engagée envers la population noire des États-Unis. Cet engagement, qui trouve sa source dans ses rencontres avec des personnes noires en situation de pauvreté lorsqu’elle était travailleuse sociale à la Philadelphia Protective Association, la mène notamment, en tant que Secrétaire au Travail, à engager 78 personnes noires supplémentaires au Service de l’Emploi, à ordonner aux agents d’exécution des contrats publiques de ne plus licencier leurs employés noirs et à créer la Division of Negro Labour pour lutter contre le chômage excessif chez les personnes de couleur.
Secrétaire au Travail dans l'administration Roosevelt, Frances Perkins se rend à Genève, entre le 11 et 18 juin 1938. Le 13 juin 1938, elle prononce un discours à l'Organisation internationale du travail (OIT) dans lequel elle appelle cette organisation à apporter sa contribution à la reprise économique mondiale, en évitant d'être entraînée dans des problèmes de caractère politique. Elle y défend également la participation des États-Unis à l'OIT, qui y ont adhéré en 1934,.

### Commissaire de la fonction publique (1946-1952)
En 1945, à la suite de sa démission du poste de Secrétaire au Travail, le nouveau président élu Harry Truman lui propose d'entrer dans la Commission de la fonction publique américaine, poste qu'elle occupe jusqu'en 1952, année de la mort de son mari . C’est notamment durant cette période, en 1946, qu’elle écrit ses mémoires sur le défunt président Franklin D. Roosevelt, dans The Roosevelt I Knew.

### Professeure à laCornell University(1957-1965)
À partir de 1957, Frances Perkins reste active comme professeure et conférencière à l'université Cornell (à la New York State School of Industrial and Labor Relations), où elle enseigne l'histoire du travail aux États-Unis ainsi que l’héritage du New Deal. Elle donnera cours jusqu'à sa mort, en 1965, à l'âge de 85 ans.

## Contribution auNew Deal
Les idées de Frances Perkins ont été fondamentales à l’élaboration du New Deal. En effet, lorsque, en 1933, Franklin Roosevelt lui propose le poste de Secrétaire au Travail, Perkins accepte seulement à condition qu’une série de mesures sociales soient poursuivies :
- semaine de travail de 40 heures ;
- mise en place d’un salaire minimum ;
- création d’indemnités de chômage et pour les accidents de travail ;
- abolition du travail des enfants ;
- création d’une aide fédérale directe aux États et pour lutter contre le chômage ;
- création d’un système de sécurité sociale ;
- revitalisation du Service Fédéral de l’Emploi ;
- création d’une assurance-maladie universelle.

Roosevelt accepte ces conditions. Mis à part l’accès universel aux soins de santé, tous ces objectifs seront atteints et ce, essentiellement à travers quatre législations.
Dans un premier temps, le Wagner-Peyser Act est adopté en 1933. Cette loi, à laquelle Perkins a fortement contribué, établit des systèmes d’emplois publics (Civil Works Administration et Civilian Conservation Corps, pour les jeunes travailleurs) et crée le Service de l’Emploi des États-Unis. Il s’agit d’une réponse au chômage massif causé par la Grande Dépression, et la loi a également pour but d’empêcher les pratiques d’extorsion des agences privées d’emploi.
En 1935 est adopté le Social Security Act. Perkins est nommée par Roosevelt à la tête du Committee on economic security et elle en choisit les membres. Cette loi prévoit une assurance chômage collaborative entre le gouvernement fédéral et les États, une assurance pension (qui ne sera toutefois pas étendue aux catégories les plus pauvres de la population, en particulier les noirs et les hispaniques), un programme d’aide aux enfants handicapés, des pensions pour les aveugles et des fonds pour le Child Welfare Service et pour le Public Health Service,.
Remarquant que la plupart des entrepreneurs travaillant avec le gouvernement exploitent leurs travailleurs, Roosevelt et Perkins font adopter le Walsh-Healey Act (ou Public Contracts Act) en 1936. Cette loi impose à la plupart des exécutants de contrats publiques de plus de 10 000 dollars une journée de huit heures, une semaine de quarante heures, de n’employer que des garçons âgés de plus de 16 ans et des filles de plus de 18 ans ainsi qu’un salaire minimum déterminé par la Secrétaire au Travail,.
Finalement, à la suite de l’annulation du National Industrial Recovery Act par la Cour Suprême dans l’arrêt Schechter Co. v. United States en 1935 et à l’échec de la Black-Connery Bill en 1937, Perkins retravaille cette dernière avec l’aide de Gerard Reilly et la réduit de quarante à dix pages. Cette nouvelle version est adoptée et signée par Franklin Roosevelt le 25 juin 1938 sous le nom de Fair Labor Standards Act. Cette législation prévoit d’arriver progressivement aux mêmes règles que celles du Walsh-Healey Act, mais cette fois-ci pour tout type de contrat. Elle ajoute également que les heures supplémentaires doivent être indemnisées à raison de 150 % du salaire horaire,,,.

## Œuvres

### People at work(1934)
Concomitamment aux réformes sociales que Frances Perkins met en place sous la présidence de Roosevelt, elle écrit un essai de presque trois cents pages, adressé au peuple américain. En effet, Perkins estime qu’il faut que le peuple américain prenne conscience de ses conditions de vie socio-économique, et des possibilités économiques qu’il lui est possible de déployer après la Grande Dépression.  
Pour ce faire, Perkins décrit d’abord de façon didactique l'histoire économique des États-Unis, et s’intéresse à la situation économique de l’Ère progressiste de façon empirique. Elle fait ensuite le point sur les nouveaux enjeux économiques, financiers et sociaux que la Grande Dépression vient alors de révéler. Finalement, Perkins explique des solutions qui, selon elle, permettront de s’assurer d’une économie saine, propre à garantir au peuple américain une certaine aisance de vie. Il s’agit de mesures se retrouvant en bonne partie dans le New Deal : relance économique, régulation des industries, lois de sécurité au travail, sécurité sociale.

### The Roosevelt I Knew(1946)
À la suite de la mort de Franklin D. Roosevelt, Frances Perkins publie en 1946 des mémoires élogieux sur le défunt président, The Roosevelt I Knew. Dans ce livre, l’ex-Secrétaire au Travail y dépeint Roosevelt à partir de son vécu et de ses souvenirs. Elle décrit notamment ses rapports politiques avec Roosevelt durant les douze années passées dans son gouvernement.

## Invisibilisation, héritage et hommages

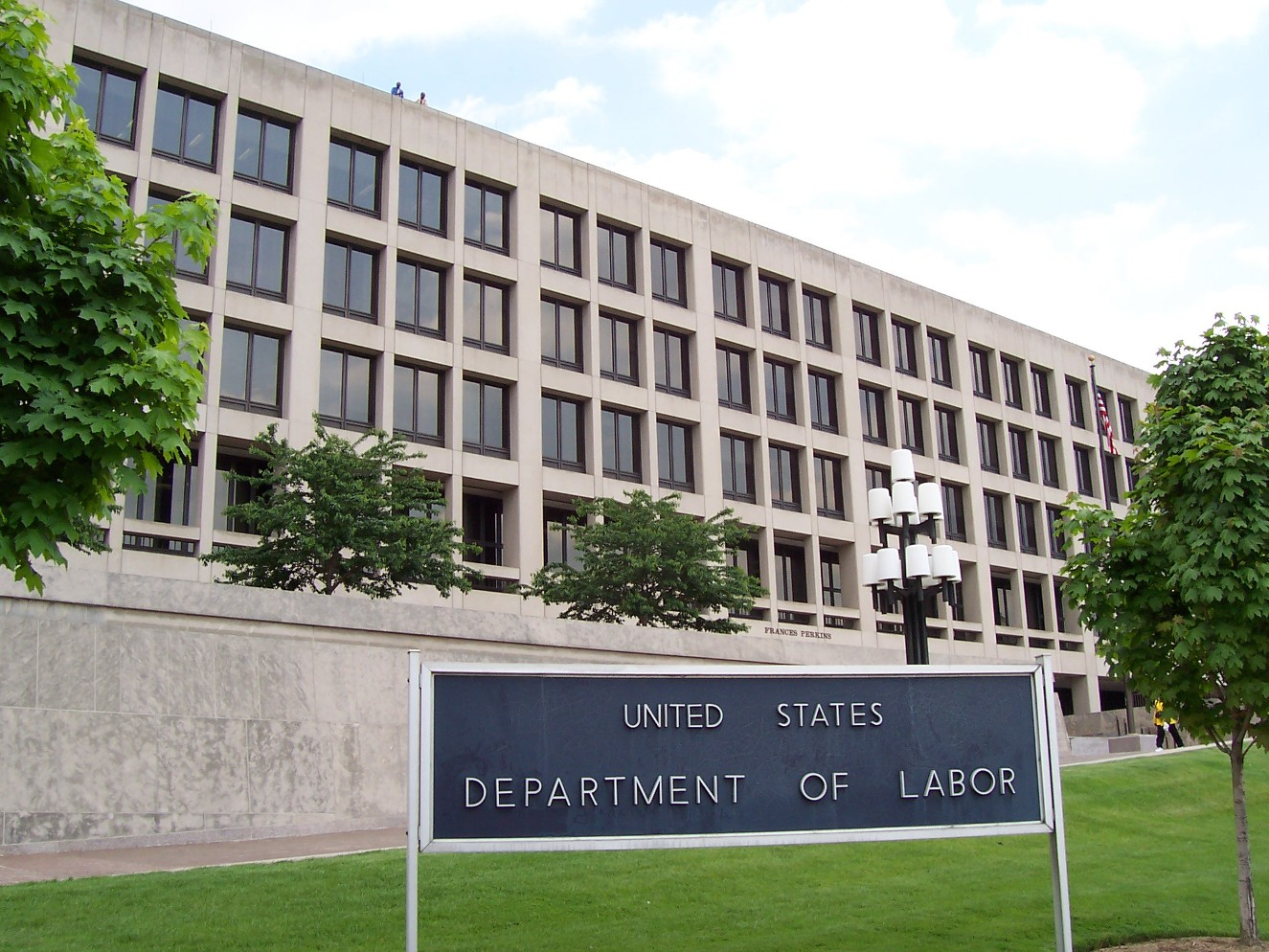
Le « Frances Perkins building ».

Le siège du département du Travail (Department of Labor) des États-Unis, à Washington D.C., est aujourd’hui nommé en son honneur.
Pendant longtemps, malgré son rôle éminent et pionnier dans la création d'un système de sécurité sociale, et l'instauration d'un salaire minimum dont lui sont redevables les citoyens, elle disparait très vite de la vie officielle américaine, étant gommée des ouvrages ou articles sur l'histoire de l'administration, ou n'y apparaissant à la marge que pour son titre de « première femme » à servir dans un cabinet présidentiel. Cette marginalisation, cette invisibilisation, serait représentative du sort fait aux femmes en 2008 encore dans l'administration américaine. 
Redécouverte depuis, elle reste connue aux États-Unis en tant que première femme à avoir siégé dans un cabinet présidentiel et pour avoir fondé le système de sécurité sociale américain. De nombreux sites Internet sont consacrés à sa mémoire et ses actes, dont celui du Frances Perkins Center, association culturelle lui étant dédiée,.
En 1933, Frances Perkins apparait en couverture du magazine TIME. En 2020, après avoir constaté que ses Person of the Year ont presque systématiquement été des hommes, le magazine Time lance le projet 100 Women of the Year. Frances Perkins est choisie pour l’année 1933, avec le sous-titre “Architect of the New Deal”.

## Archives
Les archives de Frances Perkins sont déposées et consultables auprès de la bibliothèque de l'université Columbia de New-York et à la salle des archives du Mount Holyoke College.

## Mémoire
- The Roosevelt I Knew, New York, Viking Press, janvier 1946

## Prix et distinctions
- 1982 : cérémonie d'admission au musée consacré aux américaines illustres le National Womens Hall of Fame[43].

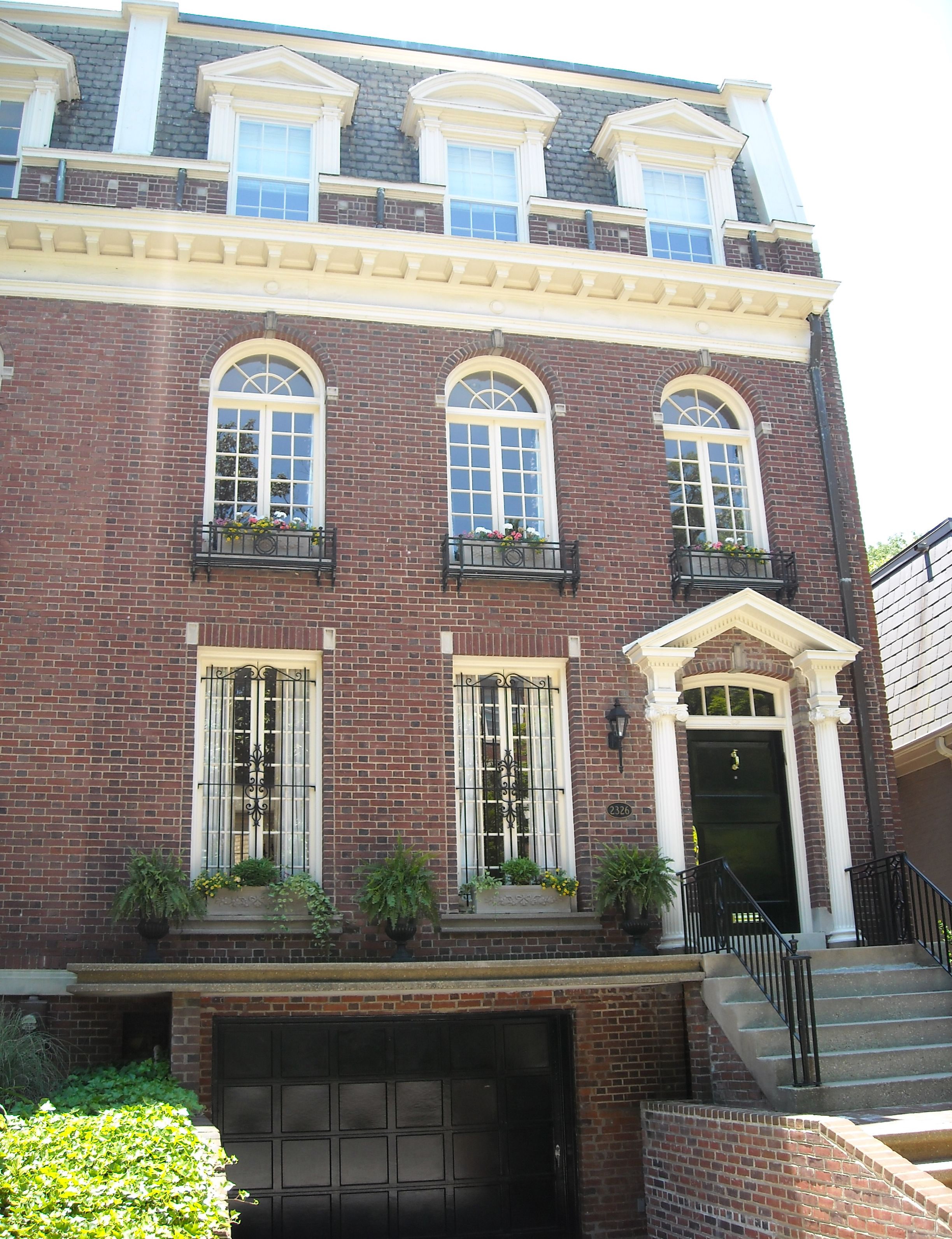
Maison de Frances Perkins, à Washington.
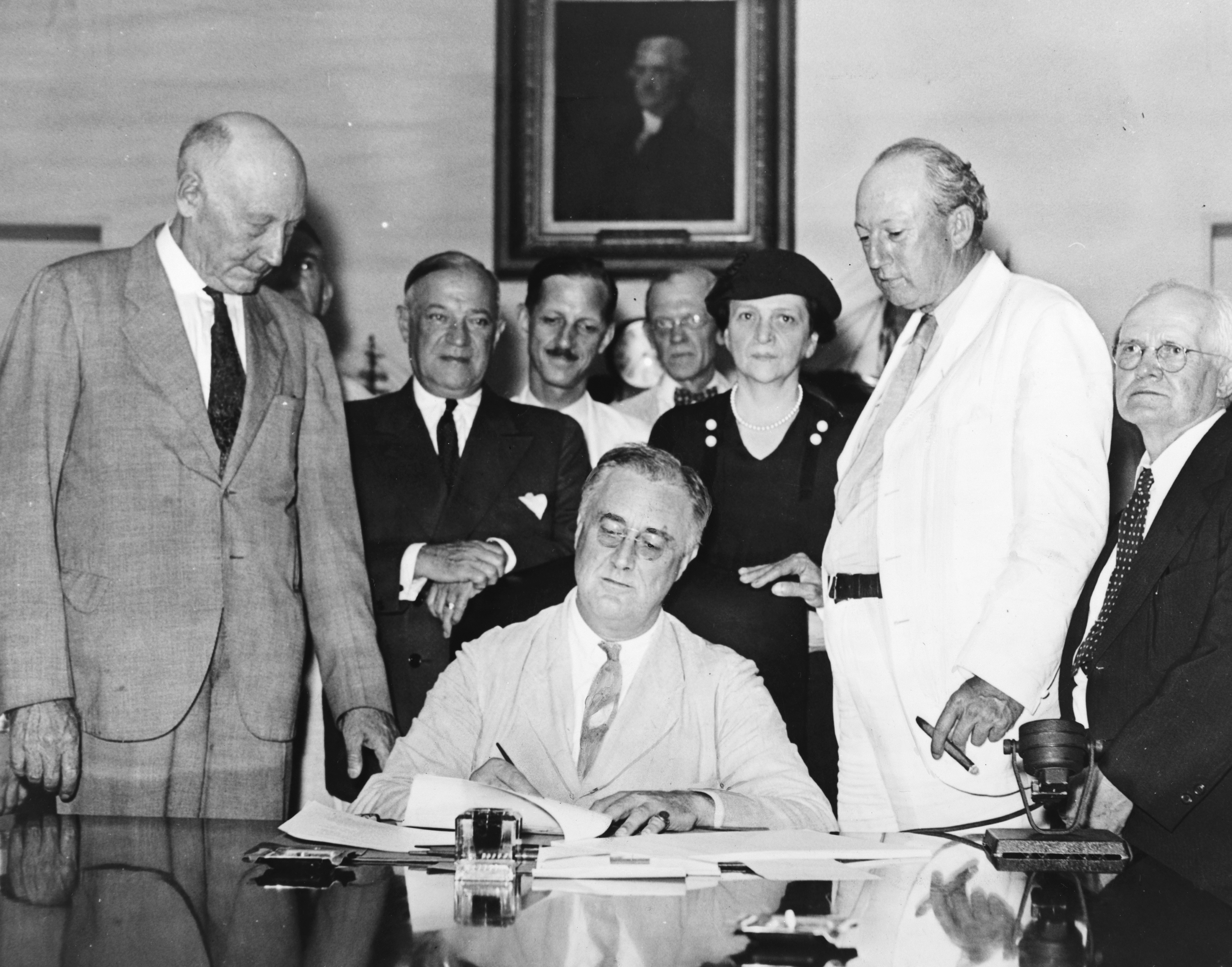
Frances Perkins à la signature par le président Franklin Roosevelt de la création d'une sécurité sociale.
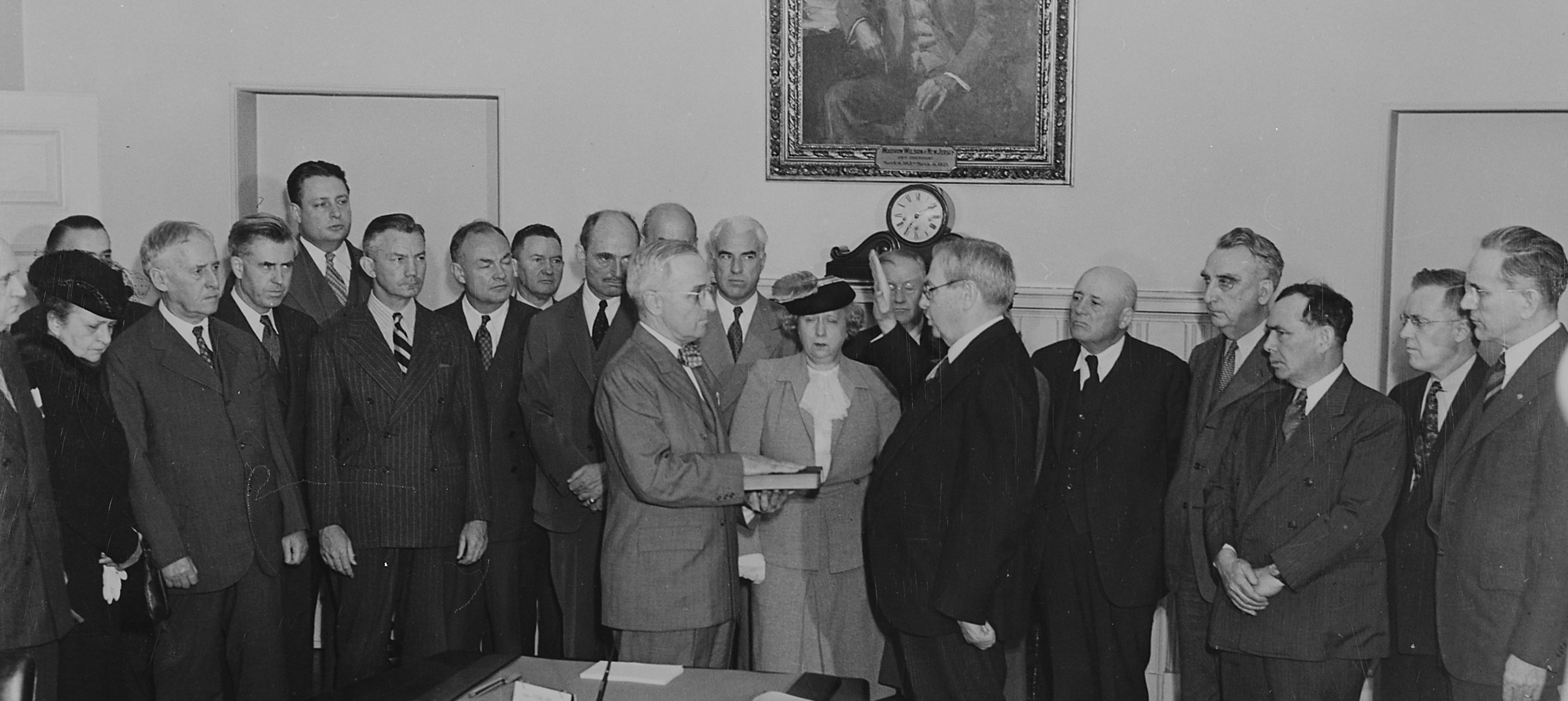
Frances Perkins à la prestation de serment du président Harry Truman.